# Parc de Torreblanca
Parc de Torreblanca är en park i Spanien.   Den ligger i provinsen Província de Barcelona och regionen Katalonien, i den östra delen av landet, 500 km öster om huvudstaden Madrid. Parc de Torreblanca ligger 51 meter över havet.
Terrängen runt Parc de Torreblanca är kuperad åt nordväst, men åt sydost är den platt. Runt Parc de Torreblanca är det mycket tätbefolkat, med 10 000 invånare per kvadratkilometer. Närmaste större samhälle är Barcelona, 8,6 km öster om Parc de Torreblanca. Runt Parc de Torreblanca är det i huvudsak tätbebyggt.